# Cerro Moncastro
El Cerro Moncastro es una pequeña elevación española junto a la localidad burgalesa de San Miguel de Pedroso en Castilla y León.

## Toponimia
Se cree que el nombre del lugar y la configuración estratégica de la colina sea debida a que en época romana el lugar albergaba una pequeña guarnición o castro.

## Situación geográfica
Pertenece a las primeras elevaciones de la Sierra de la Demanda, su altitud es de 1015 metros, se encuentra en la frontera entre la Sierra de la Demanda con la Riojilla Burgalesa, perteneciendo ya a la Sierra de la Demanda  . El cerro domina el valle del río Tirón y el pueblo, siendo punto de referencia. En su cima se encuentra una misteriosa encina solitaria. Algunos habitantes de San Miguel no dudan en adornarla con luces en Navidad.
- Datos: Q6409346